# Волченков, Алексей Алексеевич
Алексе́й Алексе́евич Волченко́в (5 февраля 1953, Новосибирск, РСФСР, СССР — 10 января 2011, Москва, Россия) — советский хоккеист, защитник. Мастер спорта СССР. Заслуженный мастер спорта России (2003). Отец Антона Волченкова.

## Биография
В хоккей с шайбой Алексей Алексеевич Волченков начал играть в 1966 году в родном Новосибирске.
В 1970 году он попал в команду мастеров хоккейного клуба «Сибирь», а уже через год, по приглашению Анатолия Тарасова, Алексей продолжил карьеру в столичном ЦСКА. Выступая в ЦСКА в течение 13 лет, он 10 раз побеждал на чемпионатах СССР и 8 раз был обладателем Кубка Европы. Однако, несмотря на постоянное место в основе армейской команды, Алексей Алексеевич так и не сыграл ни на Олимпиадах, ни на чемпионатах Мира.
После окончания карьеры работал в спорткомитете Министерства обороны, а позже в военкомате.
В 2000 году Алексей Волченков получил компрессионный перелом позвоночника и перелом обеих ног, от последствий которого долго лечился. Его здоровье также было подорвано алкоголем. Алексей Алексеевич скончался 10 января 2011 года.

## Карьера
- 1970—1971 — «Сибирь» (Новосибирск)
- 1971—1983 — ЦСКА (Москва)
- 1983—1984 — СКА (Новосибирск)

## Достижения
- Победитель Приза «Известий» (сборная СССР): 1973
- Обладатель Кубка Европы (8): 1972—1974, 1976, 1978—1981
- Чемпион СССР (10): 1972, 1973, 1975, 1977—1983.
- Серебряный призёр чемпионата СССР (2): 1974, 1976
- Обладатель Кубка СССР (3): 1973, 1977, 1979.
- Финалист Кубка СССР: 1976
- Победитель Спартакиады дружественных армий (Ленинград, СССР) (сборная Вооружённых сил СССР): 1975[2]
- Участник Суперсерии 1975/1976.
- Награждён орденом «За службу Родине в Вооружённых Силах СССР».